# Teemu Laakso
Teemu Laakso (* 27. August 1987 in Tuusula) ist ein finnischer Eishockeyspieler, der zuletzt beim HIFK Helsinki in der Liiga unter Vertrag stand.

## Karriere
Teemu Laakso begann seine Karriere als Eishockeyspieler in der Nachwuchsabteilung von Ahmat Hyvinkää, für die er bis 2002 aktiv war. Nach einer weiteren Junioren-Station bei Haukat Järvenpää gab der Verteidiger in der Saison 2004/05 sein Debüt in der SM-liiga für den HIFK Helsinki. Für den Hauptstadtklub stand er bis 2008 insgesamt fünf Jahre auf dem Eis. Parallel kam er von 2005 bis 2007 für die finnische U20-Nationalmannschaft in der zweitklassigen Mestis zum Einsatz.
Im Sommer 2008 folgte schließlich der Wechsel nach Nordamerika. Der Verteidiger, der im NHL Entry Draft 2005 in der dritten Runde als insgesamt 78. Spieler von den Nashville Predators ausgewählt worden war, lief in der gesamten Saison 2008/09 für deren Farmteam aus der American Hockey League, die Milwaukee Admirals, auf. Zur Saison 2009/10 wurde der Finne erstmals in den NHL-Kader der Predators berufen, für die er im Spiel gegen die Dallas Stars am 3. Oktober 2009 sein Debüt in der National Hockey League gab.   
Nachdem Laakso sich in vier Spielzeiten nicht in der NHL durchsetzen konnte, verließ er das Franchise der Predators und unterzeichnete am 3. Juni 2012  einen Vertrag über zwei Jahre Laufzeit mit Sewerstal Tscherepowez.
Zwischen 2014 und 2017 stand er bei den Växjö Lakers unter Vertrag, ehe er im Juni 2017 einen Probevertrag beim HIFK Helsinki unterschrieb.

### International
Für Finnland nahm Laakso an den U18-Junioren-Weltmeisterschaften 2004 und 2005 sowie den U20-Junioren-Weltmeisterschaften 2005, 2006 und 2007 teil.

## Erfolge und Auszeichnungen
- 2006 Bronzemedaille bei der U20-Junioren-Weltmeisterschaft
- 2015 Schwedischer Meister mit den Växjö Lakers

## Karrierestatistik

### International
(Legende zur Spielerstatistik: Sp oder GP = absolvierte Spiele; T oder G = erzielte Tore; V oder A = erzielte Assists; Pkt oder Pts = erzielte Scorerpunkte; SM oder PIM = erhaltene Strafminuten; +/− = Plus/Minus-Bilanz; PP = erzielte Überzahltore; SH = erzielte Unterzahltore; GW = erzielte Siegtore; 1 Play-downs/Relegation; Kursiv: Statistik nicht vollständig)